# Фінансова незалежність
Фінансова незалежність або фінансова свобода — термін, що зазвичай використовується для опису фінансового становища особи, за якого вона має достатньо особистих статків, щоб не залежати від заробітної плати, одержаної від продажу власної робочої сили. Зазвичай фінансова незалежність дістається за рахунок спадку від батьків чи інших родичів, а часом і особистих здобутків.

## Деякі види фінансової незалежності
Фінансову незалежність можуть гарантувати деякі види цінних паперів та постійні прибутки (наприклад, з оренди або з банківських відсотків).
Можна назвати такі види фінансової незалежності:
- Прибутки від оренди
- Власність у вигляді нерухомого майна
- Дивіденди з фондових акцій
- Банкові депозити
- Відсотки від банкових депозитів
- Роялті від видання книжок, патентів, музичних творів та інших видів інтелектуальної власності
- Частка у певному бізнесі
- Патентні ліцензії
- Ліцензії на розробку родовищ корисних копалин